# Фернон Вібір
Фернон Вібір (нід. Fernon Wibier; нар. 25 лютого 1971) — колишній нідерландський тенісист.
Найвищу одиночну позицію світового рейтингу — 126 місце досяг 23 червня 1997, парну — 42 місце — 28 липня 1997 року.
Найвищим досягненням на турнірах Великого шолома було 3 коло в парному розряді.

## Фінали за кар'єру

### Парний розряд (1–3)
| Результат | W/L | Дата     | Турнір                                         | Покриття | Партнер        | Суперники                        | Рахунок       |
| --------- | --- | -------- | ---------------------------------------------- | -------- | -------------- | -------------------------------- | ------------- |
| Перемога  | 1–0 | Чер 1994 | Rosmalen Grass Court Championships, Нідерланди | Трава    | Стефен Нотебом | Дієго Наргісо Петер Нюборґ       | 6–3, 1–6, 7–6 |
| Поразка   | 1–1 | Жов 1995 | Пекін, КНР                                     | Килим    | Дік Норман     | Томмі Го Себастьян Ларо          | 6–7, 6–7      |
| Поразка   | 1–2 | Лип 1997 | Washington Open, США                           | Тверде   | Невілл Годвін  | Люк Єнсен Мерфі Єнсен            | 4–6, 4–6      |
| Поразка   | 1–3 | Кві 1998 | Estoril Open, Португалія                       | Ґрунт    | Давід Родіті   | Доналд Джонсон Франсіско Монтана | 1–6, 6–2, 1–6 |